# Bataille de Biberach (1800)
Pour les articles homonymes, voir Bataille de Biberach.
La bataille de Biberach s'est déroulée à Biberach an der Riss, à 35 kilomètres au sud-ouest d'Ulm, le 9 mai 1800 dans le cadre de la guerre de la Deuxième Coalition, l'une des guerres de la Révolution française. Elle a opposé des troupes françaises commandées par Laurent Gouvion Saint-Cyr à une partie de l'armée autrichienne commandée par Pál Kray.
À la fin du mois d'avril 1800, une armée française commandée par Jean Victor Marie Moreau avait traversé le Rhin près de Bâle. Puis, le 3 mai, Moreau avait capturé la base de ravitaillement de Kray à Stockach et à Engen, et l'avait contraint à la retraite. Deux jours plus tard, Kray avait fait face à ses poursuivants à la bataille de Messkirch mais avait été battu à nouveau.

Le 9 mai, les troupes de Gouvion Saint-Cyr ont rattrapé une partie de l'armée de Kray à Biberach an der Riss et les deux camps se sont à nouveau battus.
Batailles
Guerre de la Deuxième Coalition
- St George's Caye (navale) (09-1798)
- Nicopolis (10-1798)
- Corfou (11-1798)
- Copenhague (navale) (04-1801)
- Algésiras (navale) (06-1801)

Campagne de Hollande
- Callantsoog (08-1799)
- Vlieter (08-1799)
- Zyp (09-1799)
- Bergen (09-1799)
- Alkmaar (10-1799)
- Castricum (10-1799)

Campagne de Suisse
- Ostrach (03-1799)
- Feldkirch (03-1799)
- 1re Stockach (03-1799)
- Frauenfeld (05-1799) (en)
- Winterthour (05-1799)
- 1re Zurich (06-1799)
- Schwytz (08-1799)
- Amsteg (08-1799) (en)
- Saint-Gothard (09-1799)
- 2e Zurich (09-1799)
- Linth (09-1799) (en)
- Muten (10-1799) (ru)
- Engen (05-1800)
- 2e Stockach (05-1800)
- Moesskirch (05-1800)
- Biberach (05-1800)
- Erbach (05-1800)
- Höchstädt (06-1800)
- Ampfing (12-1800)
- Hohenlinden (12-1800)

Campagne d'Égypte
- Malte 1 (06-1798)
- Malte 2 (06-1798)
- Alexandrie (07-1798)
- Chebreiss (07-1798)
- Pyramides (07-1798)
- 1re Aboukir (08-1798)
- Salheyeh (08-1798)
- Malte 3 (09-1798)
- Sédiman (10-1798)
- Caire (10-1798)
- Samanouth (01-1799)
- El Arish (02-1799)
- Syène (02-1799)
- Jaffa (03-1799)
- Saint-Jean-d'Acre (03-1799)
- Mont-Thabor (04-1799)
- 2e Aboukir (07-1799)
- Damiette (11-1799)
- Héliopolis (03-1800)
- 3e Aboukir (03-1801)
- Mandora (03-1801)
- Canope (03-1801)
- Fort Jullien (04-1801)
- Le Caire (06-1801) (en)
- Alexandrie (08-1801)

2e Campagne d'Italie
- Vérone (03-1799)
- Magnano (04-1799)
- Cassano (04-1799)
- Mantoue (04-1799)
- Bassignana (05-1799)
- 1re Marengo (05-1799) (en)
- Modène (06-1799) (en)
- Trebbia (06-1799)
- 2e Marengo (06-1799) (en)
- Novi 1 (08-1799)
- Rome (09-1799)
- Mannheim (09-1799) (en)
- Novi 2 (10-1799) (en)
- Genola (11-1799)
- Gênes (04-1800)
- Sassello (04-1800) (en)
- Fort Bard (05-1800)
- Verceil (05-1800)
- Turbigo (05-1800)
- Montebello (06-1800)
- 3e Marengo (06-1800)
- Pozzolo (12-1800)

## Ordre de bataille
République française
- 1er régiment d'infanterie de ligne
- 108e régiment d'infanterie de ligne

 Archiduché d'Autriche

## Sources
Historique du 1er Régiment d'Infanterie, 1952, imprimerie CHOTEL